# Fiacha Cennfinnan
Fiacha Cennfinnan lub Fiacha Cennfionnan mac Stairn („Fiacha z Małą Białą Głową“) – mityczny król Irlandii w latach 1238-1233 p.n.e. Syn Stairna, syna Rudraige'a, króla Irlandii z ludu Fir Bolg, potomka Nemeda. Został królem po pokonaniu i zabiciu Senganna, dziadka stryjecznego. Panował przez pięć lat, kiedy sam został pokonany i zabity przez Rinnala, syna Genanna.